# Rostrenen
 Rostrenen  (en bretón Rostrenenn) es una población y comuna francesa, situada en la región de Bretaña, departamento de Côtes-d'Armor, en el distrito de Guingamp y cantón de Rostrenen.

## Demografía
| 3554 | 3658 | 3875 | 3868 | 3664 | 3616 |
| Para los censos de 1962 a 1999 la población legal corresponde a la población sin duplicidades (Fuente: INSEE [Consultar]) |      |      |      |      |      |